# Puente in Percussion
Puente in Percussion è un album di Tito Puente, pubblicato dalla Tico Records nel 1955.

## Tracce
Lato A
1. Tito on Timbales – 3:05 (Tito Puente)
2. Stick on Bongo – 2:40 (Tito Puente)
3. Congo Beat – 4:34 (Tito Puente)
4. Timbales Solo – 3:51 (Tito Puente)

Lato B
1. Four Beat Mambo – 5:57 (Tito Puente)
2. The Big Four – 5:27 (Tito Puente)
3. Swinging Mambo – 2:36 (Tito Puente)
4. Tito and Mongo on Timbales – 6:07 (Tito Puente)

## Musicisti
- Tito Puente - timbales, congas, bongos, leader
- Mongo Santamaría - congas, bongos
- Willie Bobo (William Correa) - bongos, timbales
- Robert "Bobby" Rodriguez - contrabbasso
- Carlos "Patato" Valdés - congas